# San Zeno (Cassola)
San Zeno (San Xen in veneto) è una frazione del comune di Cassola in provincia di Vicenza in Italia. 
Dall'ultimo censimento risulta avere 2 500 abitanti. Il paese è noto per la coltivazione dell'asparago bianco di Bassano del Grappa; a base di questo prodotto si svolge una manifestazione enogastronomica tra la fine di aprile e i primi di maggio in cui si possono gustare molte pietanze a base di asparagi.

## Geografia fisica
San Zeno si trova nella pedemontana vicentina a circa 7 km dall'imbocco del Canale di Brenta; il centro del paese si trova a 109 metri sul livello del mare. Fa parte dell'area urbana di Bassano del Grappa dal cui centro dista 4,5 km. Ne dista 3,5 da Cassola e 3 da Rosà.

## Storia

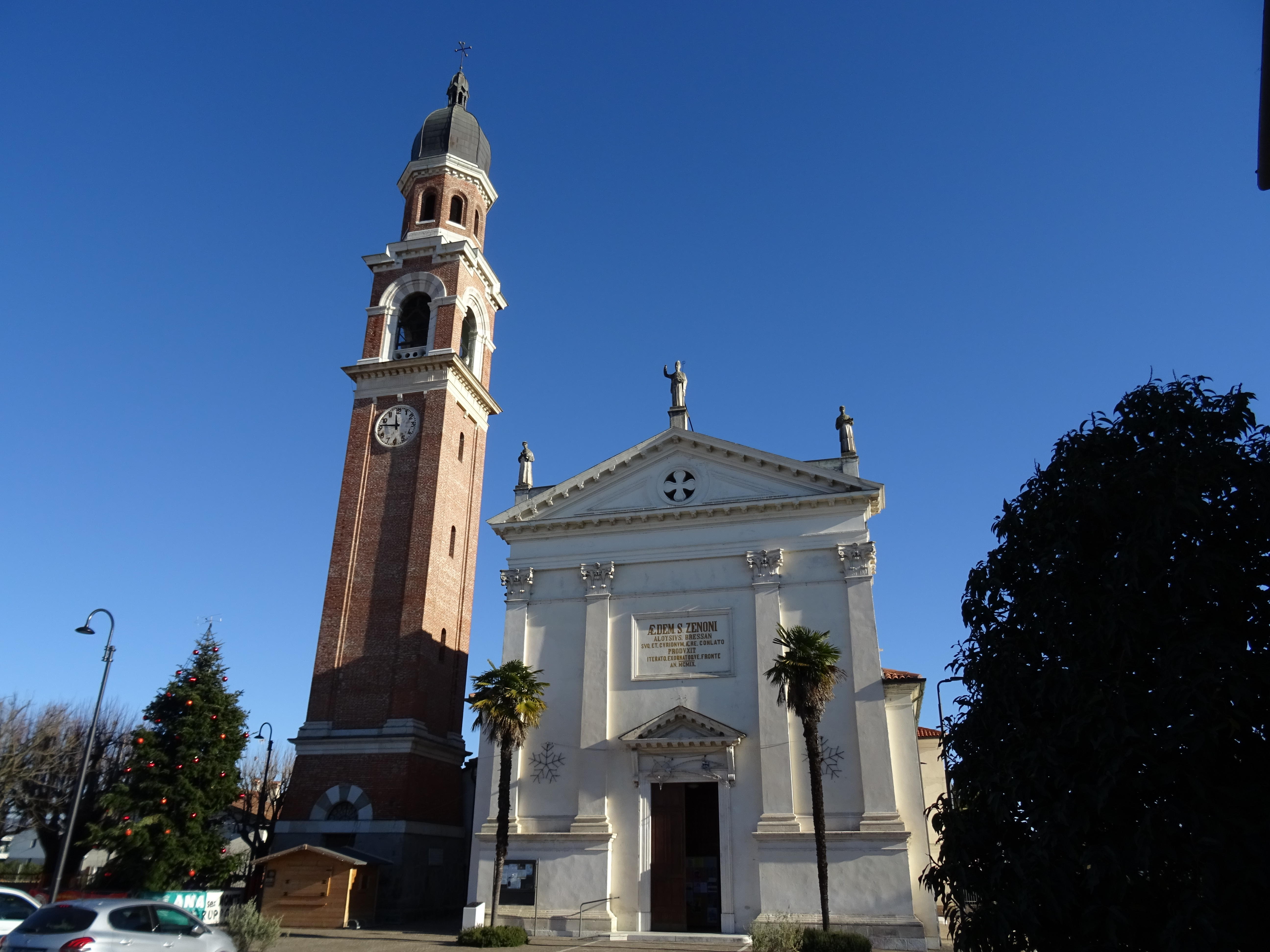
La chiesa di San Zeno

Il popolamento dell'area di San Zeno risale al Quattrocento, mentre la chiesa risale al XIV secolo cioè all'epoca della signoria Scaligera; la devozione per questo santo viene probabilmente da Verona.
Si sa che nel 1427 intorno alla chiesa viveva una piccola comunità e che il territorio paesano apparteneva alla parrocchia del Duomo di Bassano, del cui comune era all'epoca una circoscrizione.
Nel Cinquecento il villaggio venne annesso al comune di Rosà. Nel 1610 venne istituita la parrocchia; il villaggio contava allora 250 abitanti che salirono a 450 nel 1645; negli anni 1630-31 fu colpito da un'epidemia di peste e negli anni seguenti da frequenti carestie.
Nel 1853, dopo 300 anni di appartenenza al comune di Rosà, fu incorporato in quello di Cassola.
Nel 1918, durante la prima guerra mondiale, il paese fu martoriato due volte da più di cento granate.
Nel 1955 la parte nord del comune di Cassola, allora appartenente al territorio della parrocchia di San Zeno, fu scorporata dando origine alla frazione di San Giuseppe.

## Monumenti e luoghi d'interesse

### Parrocchiale
L'edificio di maggior rilievo del paese è la chiesa parrocchiale. Si sa che a San Zeno fu edificata nel 1607 una chiesa, la quale divenne parrocchiale nel 1610. L'attuale parrocchiale è frutto di un rifacimento condotto nel 1746. Nel 1900 fu realizzato il campanile e, tra il 1907 ed il 1909, la chiesa subì un intervento di ampliamento.